# 横峯さくら
横峯 さくら（よこみね さくら、1985年12月13日 - ）は、鹿児島県鹿屋市出身の女子プロゴルファー。血液型AB型。身長155cm。2007年よりエプソン販売所属。鹿屋市立田崎小学校、鹿屋市立田崎中学校、明徳義塾高等学校卒業。
父は横峯良郎。夫はメンタルトレーナーの森川陽太郎。

## 経歴
ゴルフ好きの父・良郎の影響で、8歳からゴルフを始める。小学4年生で出場した全国小学生大会で早くも優勝し頭角を顕す。この時2位だったのが同学年の宮里藍で、以後宮里とは中学・高校・プロとしのぎを削る。
2002年、日本ジュニアゴルフ選手権競技（15-17歳女子の部）・サンスポ女子アマで優勝。2003年日韓対抗中学・高校生ゴルフ選手権高校女子の部優勝、2004年4月にはアマチュアながら再春館レディースで不動裕理らとプレーオフを演じる。同年8月にプロテストに2位で合格。
プロテストが2位合格であったため、当初はツアーの残りのうち前年成績によるものを含め3試合しか出場権を得られなかった。しかしデビュー戦のフジサンケイレディスクラシックで4位に入ると、続く2試合も10位・2位と健闘。更にはチャレンジツアー（下部ツアー）の穴吹工務店レディースカップでプロ初優勝しツアー3試合の出場権を獲得。その後も12月に当該年度のプロテスト合格者による「LPGA新人戦 加賀電子カップ」で優勝し、終わってみればデビューイヤーながら翌2005年のシード権を得る活躍を見せた。またキャディをつとめた父との、明らかに噛み合わないやり取りもゴルフ中継の名物となった。
2005年1月には米男子ゴルフ大会のハワイ・パール・オープンに参戦。予選で一時暫定5位につけるなど健闘し、通算6アンダーで17位（優勝記録は14アンダー）。ドライバーは男子顔負けの飛距離で、地元紙などで絶賛された。同大会では前年にミシェル・ウィー（アメリカ）が38位に入ったが、これを大きく塗り替える記録となった。日本国内のシーズンでは2005年4月15日-17日に行われたライフカードレディスで、念願の国内女子ツアー初優勝。その後はなかなか優勝争いに加わることができず、予選落ちも経験したが、2005年9月23日-25日に行われたミヤギテレビ杯ダンロップ女子オープンで2勝目。このときは父親以外のキャディーでの優勝ということもあり、プロゴルファーとして自立への一歩となった。
2006年は自らに年間3勝のノルマを課し、その通りにニチレイレディス・ベルーナレディースカップゴルフトーナメント・LPGAツアーチャンピオンシップで年間3勝を挙げ、メジャー初優勝とともに年間3勝の目標を達成する。この年は予選落ちゼロの安定したシーズンで、ニチレイレディースは初日からトップを譲らない完全優勝でベルーナレディースはトーナメントレコードを更新し2位に5打差をつける勝利であり、いずれも自身の目標だった「ぶっちぎり優勝」でもあった。
2007年も年間3勝を挙げる活躍で、初めて年間獲得賞金が1億円を突破する。1億円プレイヤーは日本女子プロゴルフ史上6人目で、この年は史上初めて年間獲得賞金1億円以上が3人というハイレベルな戦いであった。
2008年は予選落ちゼロという安定したシーズンであったが、一方で2位が3回・3位が3回と勝ちきれないシーズンでもあり、勝利は大王製紙エリエールレディスオープンの1勝にとどまる。それでも年間獲得賞金は2年連続の1億円を突破した。
プロ入り以降、実力はあれど賞金女王になれない「シルバーコレクター」が続いていたが、必勝を期した2009年はメジャー1勝を含む年間6勝・予選落ちゼロ・シーズン平均ストローク数1位という奮迅ぶりで、念願の賞金女王になる。年間獲得賞金額1億7501万6384円は当時の日本女子プロゴルフ史上最高額で、この年が1ドル80円台半ばから90円台前半の円高だったこともあり、横峯の賞金額は同年の全米女子プロゴルフツアーの賞金女王の獲得金額（申智愛の180万7334ドル）をも上回るものであった。なおこの年は2位の諸見里しのぶも獲得賞金1億6500万円以上で、最終戦の最終ホールまで賞金女王の行方がわからないほどのハイレベルな年であった。
2010年、シーズンメジャー大会初戦のワールドレディス選手権サロンパス杯で単独2位になり、この大会で得た賞金1200万円全額を、2010年5月11日、家畜の口蹄疫（こうていえき）被害が拡大している宮崎県に対し、寄付することを発表した。
2014年4月22日、OKラインメンタルトレーナーの森川陽太郎との結婚を発表。
2020年9月8日、第1子妊娠を自身のInstagramで発表。2021年2月4日、第1子男児を出産した。

## 日本女子プロゴルフツアーの年間記録
| 年度 | 獲得賞金              | 平均ストローク数 | 優勝回数 | 備考                                                |
| ---- | --------------------- | ---------------- | -------- | --------------------------------------------------- |
| 2004 | 1734万7584円-(27位)   | 71.000           |          |                                                     |
| 2005 | 6934万7016円-(4位)    | 71.9468-(4位)    | 2        | イーグル数8は全選手中1位                            |
| 2006 | 9638万7662円-(3位)    | 71.7868-(2位)    | 3        |                                                     |
| 2007 | 1億1494万5890円-(2位) | 71.3939-(2位)    | 3        | イーグル数8・パーオン率70.9764は全選手中1位         |
| 2008 | 1億319万2169円-(3位)  | 70.9247-(2位)    | 1        | 平均バーディ数3.54は全選手中1位                     |
| 2009 | 1億7501万6384円-(1位) | 70.4249-(1位)    | 6        | パーセーブ率88.8313・リカバリ率69.0909は全選手中1位 |
| 2010 | 1億182万8127円-(2位)  | 70.8588-(2位)    | 2        | パーセーブ率86.9281・パーオン率71.8954は全選手中1位 |
| 2011 | 8730万4130円-(4位)    | 71.2533-(4位)    | 1        | イーグル数7は全選手中1位                            |
| 2012 | 6815万6円-(11位)      | 71.2821-(7位)    |          |                                                     |
| 2013 | 1億2537万1638円-(2位) | 70.5490-(2位)    | 4        | 平均パット数1.7570は全選手中1位                     |

## 特徴
テイクバックでヘッドが地面を突き刺しそうになるほどの極端なオーバースイングが特徴。このスイングのおかげで、さくらは身長155センチ・50キロの小躯ながらドライバーで250ヤードから270ヤードを飛ばす女子ゴルフ界きっての「飛ばし屋」となっている。この素人はおろか他のプロにも真似のできない独特のスイングは、父・良郎がゴルフを生業とする人間（プロゴルファーやティーチングプロなど）でなかったからこそ生み出されたものだと言える。その練習法は独創的で、故郷の鹿屋市に父親が自ら芝刈り機片手に山林を切り開いて作った専用練習場があり、その恵まれた環境を生かして全長20m・幅5cmの竹をドライバーで打って割る「竹割り特訓」などの練習法を行っている。またさくらは高校時代に靱帯を断裂する大怪我をして選手生命の危機となったが、怪我で練習ができなかった際に父・良郎が「椅子に座って打て!」という無理難題をさくらに課し、結果として治癒後にドライバーの飛距離は落ちるどころか逆に20ヤード伸びることになった。
パワーヒッターである一方で、年間パーセーブ率・平均パット数がプロ入り後常に10位以内に入っており、また滅多に予選落ちしないなどパワーとともに安定性を兼ね備えたゴルファーである。一方でリカバリーをやや苦手としていたが、賞金女王となった2009年は年間リカバリー率で1位となっており改善の兆しが見える。
デビュー時より、移動はマイクロバスを改造した自作キャンピングカーで各大会を転戦し、車内で寝泊りしていた。これは遠征による資金的な問題などによるもので、試合の疲れはゴルフ場近くのスーパー銭湯のジャクジー設備で癒していた。

## その他
父・良郎が映画『男はつらいよ』の登場人物から「さくら」と命名した。
3姉妹の三女で、長姉の横峯瑠依は2003年にプロテストに合格。次姉は国内予選会への出場経験もあり姉や妹のキャディーを務め、2人のプロをサポートするためリンパマッサージの資格を取得したことをきっかけに2009年に東京・南青山にリラクゼーションサロン「RaS」をオープンしている。店名は3姉妹のイニシャルに由来する。
はとこにはスリムクラブの真栄田賢がいる。
仰木彬とは生前に親交があり、2004年には仰木の勧めで翌シーズンの選手登録名を「さくら」で申請したが、認められなかった。また2005年にはオリックス・バファローズの春キャンプの紅白戦でMVPだった加藤大輔に、横峯さくらとの1日デート権が贈られた。たださくら本人は小さい頃からの巨人ファン（原辰徳のファン）である。
2006年の第57回NHK紅白歌合戦で審査員を務めた（後部座席で父・良郎も観覧）。裸ボディースーツで問題となったDJ OZMAの歌唱直後に司会の仲間由紀恵からコメントを求められ、「面白いですね。驚きました。」と答えている。
2010年にワカバのアルバム『今、春が来た』収録の『ヤンバルクイナが飛んだ』のミュージック・ビデオに、次姉と看護婦役で出演し女優デビューした。
2013年、賞金ランク2位に位置し、賞金ランク上位3人と推薦選手が出場する日立3ツアーズ選手権への出場が義務とされていたが、次姉の結婚式の日取りと重なったため出場を辞退し、規定に則り罰金100万円を科された。
2024年、難病を患う子どもとその家族を支援するイベント「LOVE FAMILY CHARITY CUP-HOPE IN ONE-」（2025年12月18日に第一回開催予定）のアンバサダーに就任

## 優勝記録
太字は公式戦
- 2005年
  - ライフカードレディスゴルフトーナメント
  - ミヤギテレビ杯ダンロップ女子オープンゴルフトーナメント
- 2006年
  - ニチレイレディス
  - ベルーナレディースカップゴルフトーナメント
  - LPGAツアーチャンピオンシップ
- 2007年
  - 中京テレビ・ブリヂストンレディスオープン
  - 新キャタピラー三菱レディース
  - 富士通レディース
- 2008年
  - 大王製紙エリエールレディスオープン
- 2009年
  - スタジオアリス女子オープン
  - 廣済堂レディスゴルフカップ
  - ニチレイPGMレディス
  - マンシングウェアレディース・東海クラシック
  - 伊藤園レディスゴルフトーナメント
  - LPGAツアーチャンピオンシップ
- 2010年
  - フンドーキンレディース
  - マスターズGCレディース
- 2011年
  - リゾートトラストレディス
- 2013年
  - サイバーエージェントレディス
  - マンシングウェアレディース・東海クラシック
  - NOBUTA GROUPマスターズGCレディース
  - 伊藤園レディスゴルフトーナメント
- 2014年
  - 大王製紙エリエールレディスオープン

## 出演

### テレビ
- 日経スペシャル ガイアの夜明け 藍とさくらの代理戦争 ～女子ゴルフに賭けたビジネスマンたち～（2005年11月1日、テレビ東京）[14]。- ゴルフ用具メーカーの新商品開発を取材。
- 水曜プレミア 人類史上最高のトップアスリート頂上決戦!!筋肉王国スペシャル!!（2005年2月9日、TBS）
- ゴルフスーパーバトル（2005年4月2日-16日 ・ 5月14日-28日 ・ 8月6日-20日、テレビ東京）
- ジャンクSPORTS「春のなでしこスペシャル」美人スポーツアスリート大集合!!!!（2005年4月10日、フジテレビ）
- にんげんドキュメント（2005年5月6日、NHK総合）
- 幸せって何だっけ 〜カズカズの宝話〜（2005年6月10日、フジテレビ）
- バリューナイトフィーバー（2005年6月18日、日本テレビ）
- スーパーテレビ情報最前線（2005年6月20日、日本テレビ）
- Dのゲキジョー 〜運命のジャッジ〜（2005年8月19日、フジテレビ）
- めちゃ2イケてるッ!スペシャル 岡村隆史VS横峯さくらゴルフ対決（2005年10月8日、フジテレビ）
- アンテナ22「年収1億を稼ぐ 20歳横峯さくら新たな旅」（2006年7月31日、日本テレビ）
- 第57回NHK紅白歌合戦（2006年12月31日、NHK総合・ラジオ第1） - 審査員
- 新春スペシャル対談 「ゴルフ・家族 私の大切なもの」-横峯さくら・武田鉄矢-（2007年1月2日、NHK BS1）
- メレンゲの気持ち（2011年2月5日、日本テレビ）

### CM
- アクエリアス（2005年、日本コカ・コーラ）
- サロメチールR（2005年、佐藤製薬） ※メーン初出演
- ホカロン（2005年、ロッテ）
- 鹿屋市（2005年、市町村合併関連）
- ヘア・フォーライフ・ヴァリオ（2006年、アートネイチャー） ※親子共演
- WONDA 『朝のショット篇』 （2007年3月13日、アサヒ飲料） 仲間由紀恵と共演

### DVD
- 横峯さくら『Get in the hole!』（2005年7月29日、ポニーキャニオン）
- 横峯さくら&良郎 娘をプロゴルファーにする方法 限定BOX（1000セット限定） 2006年7月21日発売
- 横峯さくら&良郎 娘をプロゴルファーにする方法 テクニック編 2006年7月21日発売
- 横峯さくら&良郎 娘をプロゴルファーにする方法 育成編 2006年7月21日発売
- 横峯さくら&良郎『パワーゴルフと強さの秘密』（セブン-イレブン限定販売・2006年10月31日発売）

### PV
- ワカバ「ヤンバルクイナが飛んだ（ワカバージョン）」（2010年）

## 関連書籍
- 横峯さくらフォトブック『SAKURA』ワニブックス、2005年3月19日 ISBN 4-8470-2851-1
- 横峯良郎著『さくら咲く！』ベストセラーズ、2005年4月 ISBN 4-5841-8862-9
- 佐藤由惟著『芝生のシンデレラ』講談社、2005年9月13日 ISBN 4-0636-5346-3
- 横峯良郎著『さくらパパ ヨシロー語録』岳陽舎、2006年
- 横峯良郎著『子どもをプロゴルファーにする72の教え―さくらをプロにするのが、私の天職だった! 』実業之日本社、2006年
- 『横峯さくらの作り方―横峯良郎ジュニアゴルフレッスン&トーク』 ゴマブックス、2007年
- 浅見帆帆子著『わかった!夢を実現するコツ~まず、あなたが幸せになろう~』（第2章に著者との対談あり）廣済堂出版、2010年